# Anna Laurell
Anna Rosalie Eleonora Laurell Nash est une boxeuse suédoise née le 12 février 1980 à Svedala.

## Carrière
Sa carrière amateur est principalement marquée par deux titres mondiaux et trois titres européens remportés entre 2001 et 2007 dans la catégorie des poids moyens. Invitée aux Jeux olympiques de Londres en 2012, elle s'incline en quart de finale face à l'américaine Claressa Shields, future vainqueur de la compétition.

## Palmarès

### Championnats du monde de boxe amateur
- Médaille de bronze en -75 kg, en 2012 à Qinhuangdao, Chine
- Médaille d'argent en -75 kg, en 2008 à Ningbo, Chine
- Médaille d'or en -75 kg, en 2005 à Podolsk, Russie
- Médaille d'or en -75 kg, en 2001 à Scranton, États-Unis

### Championnats d'Europe de boxe amateur
- Médaille d'or en -75 kg, en 2007 à Vejle, Danemark
- Médaille d'or en -75 kg, en 2005 à Tønsberg, Norvège
- Médaille d'or en -75 kg, en 2004 à Riccione, Italie
- Médaille de bronze en -75 kg, en 2003 à Pécs, Hongrie
- Médaille d'argent en -75 kg, en 2001 à Saint-Amand-les-Eaux, France

### Jeux européens
- Médaille d'argent en -75 kg, en 2015 à Bakou, Azerbaïdjan